# Sáriputta

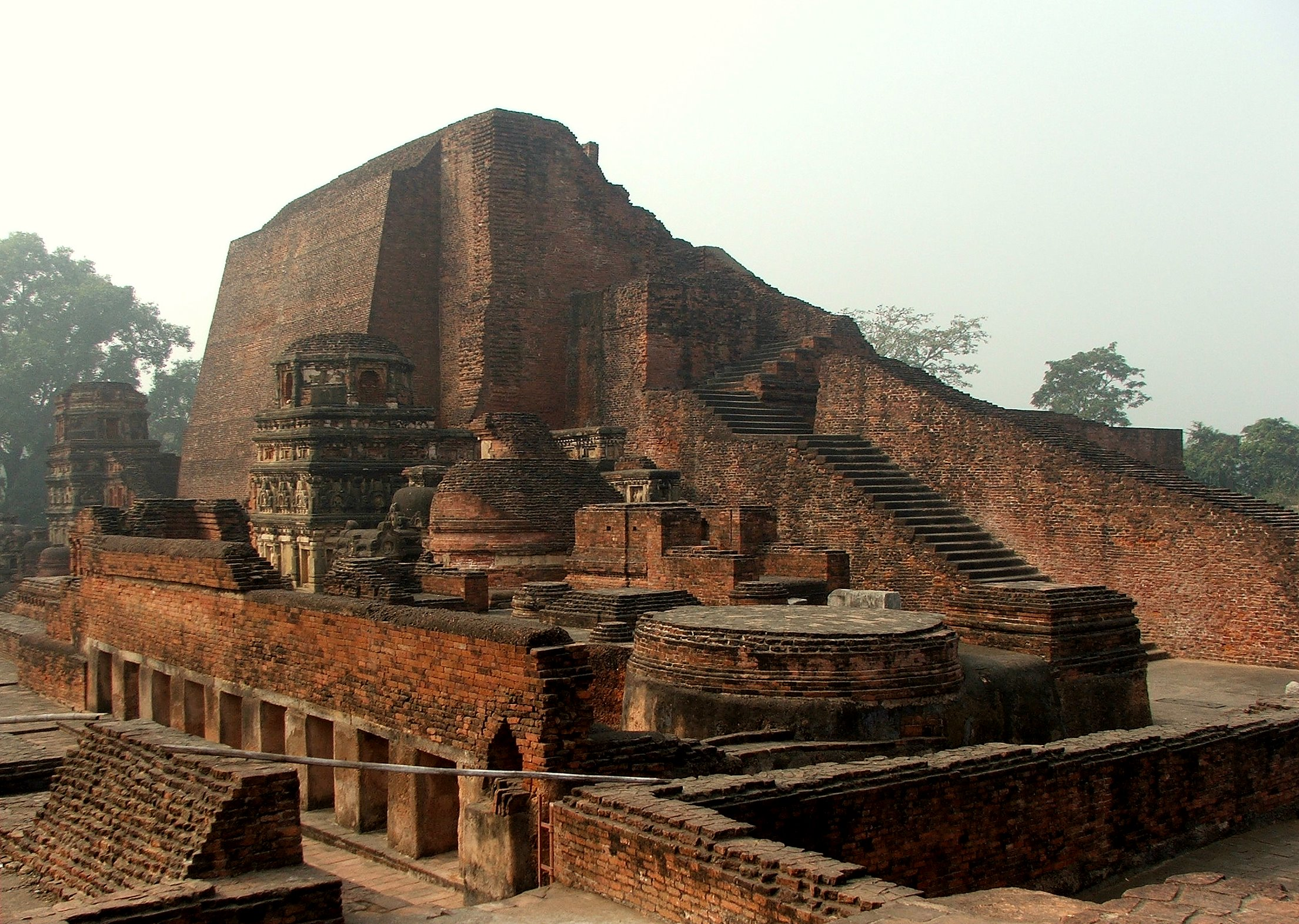
Stúpa Sáriputty v Nálandě.

Sáriputta (páli; v sanskrtu Šáriputra) byl hlavním učedníkem Gótamy Buddhy. Nad ostatními Buddhovými žáky vynikal svou obrovskou moudrostí.

## Život

### Duchovní hledání
Sáriputta byl pravděpodobně bráhmanského původu. Původně se jmenoval Upattisa a byl nerozlučným přítelem Kólity (budoucí Mahá Mógallána), který se narodil ve stejný den jako on. Oba pocházeli z významných rodin a strávili své dětství v hojnosti. Později jako dospívající mladící se účastnili několikadenního hereckého představení, při němž si uvědomili prázdnotu světského života a vydali se hledat cestu k osvícení. Po nějaké době narazili na samanu Saňdžaju (v sanskrtu Sandžaka) a stali se jeho žáky. Po určité době však zjistili, že jeho učení nevede k úplnému osvícení – osvobození z pout samsáry.
Vydali se tedy tentokrát každý sám hledat učitele, přitom si slíbili, že jestliže jeden najde cestu k osvícení, druhému to oznámí. Upatissa při svém hledání narazil na mnicha jménem Assadži (v sans. Ašvadžit), který náležel k prvním pěti Buddhovým žákům. Upatissu ihned uchvátil jeho klidný zjev, požádal jej, aby mu vyložil učení, které následuje. Assadži mu sdělil, že je učedníkem Buddhovým, jelikož se stal mnichem v Buddhově řádu teprve nedávno, nemůže vykládat jeho učení (ač byl ve skutečnosti arahantem). Na Upatissovo naléhání však nakonec pronesl následující verše, ve kterých shrnul Buddhovo učení:
„Vyložil, jaké jsou příčiny věcí, jež mají příčinu. Vysvětlil také, jak mohou příčiny ustat. Toto pravil velký asketa.“
Podle jiného překladu:
"Uvšech dharm, jež z příčin postávají,
 odhalil Dokonalou příčinu;
 též jak ji zcela odstranit
 hlásá velký šramana"
Po těch slovech Upatissa prohlédl a stanul na prvním stupni probuzení. Ihned vyhledal svého přítele Kólitu, aby mu o svém zážitku řekl. Ten když uslyšel jeho slova, stal se také ihned vstoupivším do proudu. (Přesněji řečeno Upatissa vstoupil do proudu při poslechu druhého verše, kdežto Kólita až na konci čtvrtého verše.)
Oba se pak pokoušeli přemluvit svého učitele Sandžaju, aby se spolu s nimi stal Buddhovým žákem. Sandžaja však nebyl schopen znovu přijmout postavení žáká a údajně jim odpověděl: „To přece nemohu udělat, já jsem tady jako obrovská vodní nádrž, ze které každému nalévám, s čím si přijde. Přicházejí ke mně tisíce a každého napojím. Teď bych se měl stát opět prázdným vědrem? To nemohu přežít!“ A i když jim následně nabídl pozice učitelů, oba jej opustili a spolu s nimi prý odešla polovina jeho žáků. Píše se v pálijském kánonu, že tehdy vyrazil Saňdžajovi z úst horký proud krve. Nejspíš se kousl do jazyka, jak trpká byla jeho porážka.

### Vstup do Buddhova řádu
Oba poté vyhledali Buddhu a vstoupili do mnišského řádu Buddhových žáků. Upattisa dostal mnišské jméno Sáriputta (Syn Sári) a Kólita Mahá Mógallána (Velký z rodu Mógallánů). Oba se stali vedoucími žáky Buddhy. Sáriputta měl právo stát po Buddhově pravici, kdežto Mahá Mógallána po jeho levici.
Stavu arahanta dosáhl Sáriputta „až“ po čtrnácti dnech po svém vstupu do řádu, naopak Mógallánovi to trvalo jen týden) ve chvíli, kdy ovíval Buddhu, který zrovna vysvětloval svým posluchačům Dhammu.
Mnichům, kteří nechápali, že moudrému Sáriputtovi trvala cesta k duchovnímu prozření tak „dlouho“, podal Buddha následující vysvětlení: “Představte si, mnichové, že král se chystá na dalekou výpravu. To samozřejmě vždycky nějakou dobu trvá. Musí vypravit vozy a obstarat zbrojnoše a shromáždit dary, než s tím vším vyrazí, a pak ještě nějakou dobu trvá, než se dostane k cíli – ale cestuje s největším pohodlím. Zato když jde žebráček za almužnou, vezme jenom svou misku – a už se belhá městem. Stejné to bylo i se Sariputtou: Trvalo mu to déle proto, že si musel všecko nejdřív přebrat, se vším se poctivě vypořádat, všecko pochopit, než nakonec dospěl k plnému probuzení.”

### Mnišský život
Později, když Buddha navštěvoval Nebe třiceti tří, aby zde vyučoval svou matku dhammě, každý den se vracel na zem, kde vždy sdělil Sáriputtovi, čemu matku a další posluchače v nebi přiučil. Dle tradice se jednalo o učení nazývané jako abhidhamma a nyní je uchováno v třetím koši Tipitaky – tzv. Abhidhamma-pitace. Od té doby získal Sáriputta přízvisko „Mistr abhidhammy“. V současnosti je však tento původ abhidhammy zpochybňován. Pravděpodobně se jedná o dílo arahantů, kteří jej vytvořili asi v průběhu prvního století po Buddhově smrti.
Sáriputta a Mógallána zůstali i po svém vstupu do mnišského řádu nerozlučnými přáteli. Společně přivedli k osvícení mnoho žáků, vedli hluboké rozhovory o dhammě, ale také se vzájemně přátelsky popichovali. Např. je známa historka, podle níž meditujícího Sáriputtu udeřil vší silou do hlavy démon. Mógallána, který vynikal svými nadpřirozenými schopnostmi, tuto scénu viděl a zeptal se Sáriputty, zdali je v pořádku. Ten odvětil, že se cítí dobře, jen ho trochu bolí hlava. Mógallána začal vychvalovat jeho obrovskou odolnost s tím, že taková rána by skolila i slona a on jen odvětí, že jej trochu bolí hlava. Na to zase Sáriputta opáčil, jak jsou Mógallánovi nadpřirozené schopnosti obdivuhodné, že on sám je schopný vidět maximálně nějakého pozemského ducha, kdežto Mógallána bez problému vidí takového mocného démona.
Podle komentáře k Mahá-Gósinga-suttě bylo též pouto vzájemné náklonnosti mezi Sáriputtou a Buddhovým asistentem Ánandou. Když Ánanda přijímal mladé žáky jako novice, byl zvyklý odvést je k Sáriputtovi, aby se stali bhikkhuy u něj. Ctihodný Sáriputta činil podobně vzhledem k Ánandovi, a takto měli společně pět set žáků. Kdykoli ctihodný Ánanda obdržel vybraná roucha či jiné potřeby, nabídl je Sáriputtovi. A stejně tak Sáriputta dával Ánandovi každou zvláštní věc, která mu byla nabídnuta. Jednou Ánanda obdržel od jistého bráhmana velmi cenná roucha. S Buddhovým souhlasem je přechovával po deset dní, aby je pak mohl darovat Sáriputtovi.
Sáriputta byl znám svou ohromnou trpělivostí snášet výtky, případně i urážky a fyzické inzultace. Jeho povahu dobře ilustruje následující příběh. Jeden bráhman zaslechl rozhovor lidí, kteří chválili Sáriputtovu trpělivost snášet urážky bez projevu zlosti. Bráhman poznamenal, že je to pouze tím, že Sáriputtu ještě nikdo nevyprovokoval a nabídl se, že ho sám vyprovokuje k zlosti. Když ctihodný Sáriputta vstoupil do města za almužnou, bráhman k němu zezadu přistoupil a velkou ranou ho udeřil do zad. „Co to bylo?“ řekl Sáriputta, a aniž by se otáčel, pokračoval svou cestou. Bráhmana ihned zachvátily výčitky svědomí, padl na kolena a začal prosit za odpuštění. „A za co?“ zeptal se Sáriputta. „Udeřil jsem tě, abych vyzkoušel tvoji trpělivost,“ kajícně řekl bráhman. „Dobře, odpouštím ti tedy.“ Následně bráhman pozval Sáriputtu k sobě na jídlo a ten souhlasil. Avšak ti, kteří viděli toto napadení, se rozzuřili, shromáždili se u bráhmanova domu, ozbrojeni holemi a kamením, aby ho zabili. Když se objevil ctihodný Sáriputta doprovázený bráhmanem, chystali se bráhmana napadnout. Sáriputta je ale zadržel a řekl jim: „Ale co myslíte? Byli jste to vy nebo já, koho udeřil?“ „Byl jste to vy, ctihodný pane.“ „Dobře, jestli jsem to byl já, koho udeřil, tak on mě pak poprosil o odpuštění. Nyní jděte svou cestou.“ A tak Sáriputta rozpustil rozzuřený dav, aniž by bylo bráhmanovi ublíženo.

### Sáriputtova smrt
Sáriputta zemřel v domě svých rodičů, který záměrně navštívil, aby dovedl k duchovnímu probuzení svou matku. Dle tradice se tak stalo za úplňku měsíce Kattika, který začíná v říjnu a končí v listopadu slunečního kalendáře. Těsně před svou smrtí Sáriputta oslovil přítomné mnichy: „Po čtyřicetčtyři let jsem žil a cestoval s vámi, moji bratři. Jestliže vás nepotěšil nějaký můj čin nebo slovo, tak mi odpusťte, bratři.“ Načež mu odpověděli: „Ctihodný pane, nebylo ani toho nejmenšího, co by nás nepotěšilo, co k nám od tebe přicházelo, k nám, kteří tě následujeme neoddělitelně jako stín. Ale ty, ctihodný pane, můžeš udělit odpuštění nám.“ Poté Sáriputta ulehl na pravý bok a začal procházet jednotlivé džhány stejně jako později Buddha, když dosáhl čtvrté džhány, vstoupil do parinibbány.
Smrt jeho přítele Mahá Moggallány následovala půl měsíce poté, při novoluní svátečního dne upósatha. Za půl roku, podle tradice, dosáhl parinibbány sám Buddha.
Když se Sáriputtův přítel a Buddhův asistent Ánanda dozvěděl o jeho smrti, měl údajně pronést: „Celý svět se mi ponořil do husté tmy.“
Buddha pro Sáriputtově smrti pronesl následující verše, ve kterých chválí velkého žáka:

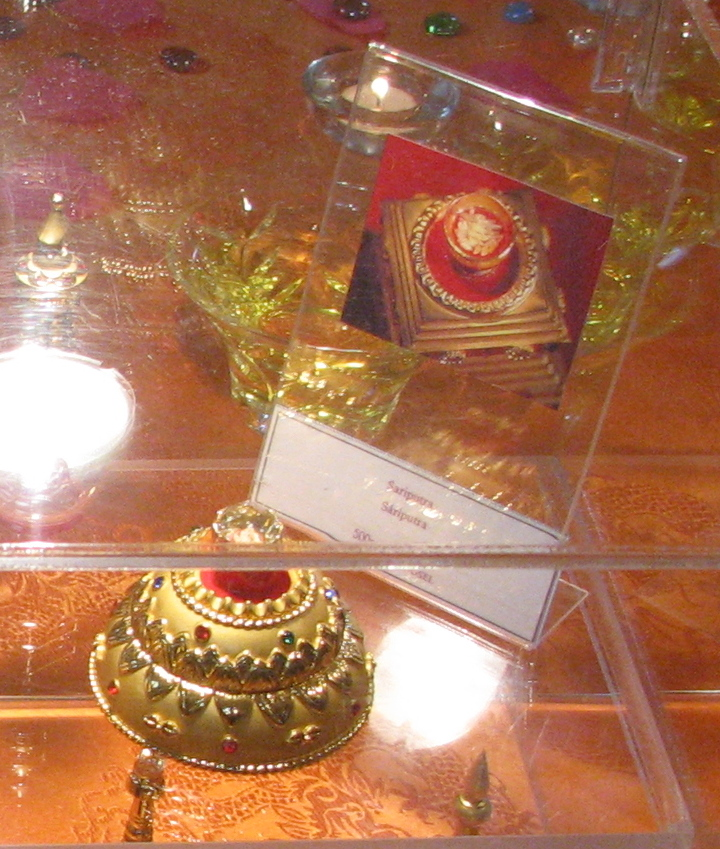
Sáriputtovy ostatky

„Tomu, kdo v pěti stech životech odešel do bezdomoví,
opouštěje potěšení, jež jsou srdci drahá,
osvobozen od vášně, střežící své smysly,
nyní vzdávám úctu, Sáriputtovi, který odešel.
Tomu, kdo byl trpělivý jako země,
s absolutní vládou nad vlastní myslí,
kdo byl soucitný, laskavý, klidný a pevný jako země,
nyní vzdávám úctu, Sáriputtovi, který odešel.
Tomu, kdo s pokornou myslí, jako chlapec, jenž nepatří do žádné kasty,
vstupoval do města a pomalu kráčel svou cestou,
od dveří ke dveřím, s almužní miskou v ruce,
nyní vzdávám úctu, Sáriputtovi, který odešel.
Tomu, kdo nikomu neubližoval, ať ve městě či v lese,
kdo žil jako býk s odříznutými rohy,
kdo dosáhl mistrovství sebe sama,
nyní vzdávám úctu, Sáriputtovi, který odešel.“

## Sáriputta v mahájáně
Jestliže je v théravádové buddhistické tradici považován Sáriputta za nejmoudřejšího Buddhova žáka a dostává se mu obrovské úcty, jeho pozice se v pozdějším mahájánovém směru změnila. Sáriputta, respektive Šáriputra, jelikož v mahájáně je znám pod svým sanskrtským jménem, se stal symbolem starších škol buddhismu, které mahájána označovala nebo označuje posměšně jako hínajána (tj. malý vůz). Šáriputra ztrácí v mahajánových sutrách postavení „nejmoudřejšího mezi moudrými“. Často nechápe smysl mahájánového učení a je poučován moudřejšími bódhisattvy. Tak např. v oblíbené Srdeční sútře se bódhisattva Avalókitéšvara vysmívá meditujícímu Šáriputrovi a následně jej poučuje, jak by měl správně nazírat prázdnotu (šúnjatá). Ve Vimalakirtínirdéša-sútře bódhisattva Vimalakirtí Šáriputru poráží v duchovní disputaci a veřejně jej tak zesměšní.
V Lotosové sútře se mluví o tom, že se Šáriputra jednou vydá na cesu bódhisattvy a nakonec se stane buddhou Padmaprabhou.